# Враг у ворот (Легенда о Корре)
«Враг у ворот» (англ. Enemy at the Gates) — пятый эпизод четвёртого сезона американского мультсериала «Легенда о Корре».

## Сюжет
Армия Кувиры подходит к Заофу. Великий объединитель хочет, чтобы Болин уговорил Суинь Бефонг сдаться. Корра и дети Тензина также летят к городу. Варик проводит эксперимент с лианой духов, выкачивая из неё энергию, но из-за перенапряжения машина выходит из строя и пробивает дыру в поезде. Жу Ли чуть не падает с него, но Варик спасает её. Приходит Кувира, и Варик говорит, что нужно прекращать эксперимент, ибо в нём проснулась совесть, но Великий объединитель угрожает ему выбросом с поезда и заставляет продолжать. Асами приходит к своему отцу Хироши в тюрьму и возвращает его письма с просьбой больше не писать. Он корит себя за грехи прошлого и гордится дочерью, но Асами, пустив слезу, уходит. Кувира принимает Болина в свой «близкий круг» и просит его уговорить Су присоединить Заофу к Империи Земли мирно. Вечером они встречаются, и Су ругается с Кувирой. Попытки Болина примерить стороны не увенчаются успехом, и Кувира даёт 24 часа на вхождение в империю, иначе возьмёт город силой. Аватар, Джинора, Икки и Мило подлетают к Заофу и видят армию Кувиры. Корра встречается и говорит с Су, спрашивая, что ей делать. Болин выражает обеспокоенность тем, что Кувира хочет захватить город, и она ругает его за слабость, думая, что зря доверилась ему.
К ночи Су рассказывает Корре, как её отношения с бывшей ученицей стали натянутыми. 3 года назад мировые лидеры просили её навести порядок в Царстве Земли, но она отказала, и тогда Кувира настроила её сына Баатара-младшего против матери. Она отправилась восстанавливать контроль в Ба-Синг-Се с ним и некоторыми помощниками Су. Последняя просит Корру войти в состояние Аватара и уничтожить армию Кувиры, но девушка хочет сначала поговорить с ней. На следующий день Асами грустит в парке, видя, как ребёнок веселится со своим отцом. Варик переживает, что стал пленным, и к нему приходит Болин. Они оба приходят к выводу, что Кувира сошла с ума, и Болин освобождает Варика и Жу Ли. Корра говорит с Кувирой, но та не думает отступать, однако просит Аватара поговорить с Су и убедить её решить всё миром. Баатар замечает побег Варика, устроенный Болином, и преследует их. Украв роботов армии Кувиры, Варик и Жу Ли хотят отправиться в Республиканский город, чтобы предупредить всех об опасности, а Болин хочет остаться здесь помогать городу. Они не успевают договориться, как на них нападает Баатар со стражниками. Он уничтожает броню Болина, а тот сжигает роботов стражи магией лавы. Однако Баатар хватает Варика, и Болину с Жу Ли приходится сдаться. Асами снова навещает отца и хочет попытаться простить его, начав с игры в Пай Шо. Кувира приговаривает Болина и Жу Ли к лагерям, а Варика — к продолжению работы под строгой охраной. Внезапно Жу Ли предаёт бывшего босса и просит Кувиру пощадить её, клянясь в верности. Великий объединитель прощает её. Корра идёт поговорить с Су и узнаёт от её мужа, что та с сыновьями собирается проникнуть в лагерь Кувиры и покончить с ней.

## Отзывы

Динамика оценок IGN к эпизодам 4 сезона мультсериала

Макс Николсон из IGN поставил эпизоду оценку 8,3 из 10 и написал, что «напряжение было высоким в этой серии». Ему понравился бой роботов после побега Варика, Жу Ли и Болина. Критику также стало интересно дальнейшие отношения Асами с отцом. Оливер Сава из The A.V. Club дал эпизоду оценку «B+» и отметил, что серия «отлично справляется с конкретизацией мотивации персонажей». Майкл Маммано из Den of Geek вручил серии 3,5 звёзд из 5. Рецензент посчитал, что «Баатар-младший кажется всё более самодовольным, злым и враждебным», и задался вопросом, «было ли это на самом деле „промыванием мозгов“ Кувиры, как подозревает его семья, или он действительно всегда был таким?».
Дэвид Гриффин из Screen Rant назвал «неожиданным поворотом» то, что «у Варика всё-таки есть совесть», когда он решил прекратить опасный эксперимент «в пользу спасения человечества». Ноэл Киркпатрик из Yahoo! был «немного разочарован тем, что сценаристы „Корры“ решили повести Кувиру по такому [жёсткому] пути». Главный редактор The Filtered Lens, Мэтт Доэрти, поставил эпизоду оценку «B+» и написал, что «„Враг у ворот“ был чем угодно, но только не филлером, ибо он послужил „грунтовкой“ для оставшейся части этого прекрасного мультсериала».
Мордикай Кнод из Tor.com похвалил бой роботов и был рад, что Жу Ли принимала в нём участие. Он подумал, что её предательство было «скорее всего, ненастоящим». Мэтт Пэтчес из ScreenCrush отметил, что Асами и Хироши «отложили свои разногласия» для игры в Пай Шо «в стиле Профессора Икс и Магнето».